# C/1972 E1 (Bradfield)
C/1972 E1 (Bradfield) ist ein Komet, der im Jahr 1972 nur mit optischen Hilfsmitteln beobachtet werden konnte.

## Entdeckung und Beobachtung
Der Komet wurde am Morgen des 13. März 1972 (Ortszeit) von William A. Bradfield in Australien entdeckt. Er hatte seit Anfang 1971 bereits insgesamt 260 Stunden mit einem 150-mm-f/5,5-Refraktor nach Kometen gesucht. Es war seine erste Kometenentdeckung von vielen, die noch folgen sollten. Bradfield schätzte die Helligkeit des Kometen auf 10 mag und konnte seine Neuentdeckung auch an den folgenden Tagen beobachten, aber durch Übermittlungsprobleme gingen seine wiederholten Sichtungsmeldungen verloren, und erst am 22. März konnte seine Entdeckung von anderen Beobachtern in Australien bestätigt werden.
Der Komet erreichte seine größte Helligkeit mit etwa 8 mag im Laufe des Aprils und war damit der hellste Komet des Jahres. Ein Beobachter in Argentinien konnte eine Langzeit-Aufnahme anfertigen, die einen Schweif von knapp 1° Länge zeigte. Mitte April erreichte der Komet seine größte südliche Deklination und verblasste danach rasch. Bis Mitte Mai war die Helligkeit bereits wieder auf 10 mag gefallen. Die letzte Beobachtung erfolgte am 7. Juni in Südafrika.

## Umlaufbahn
Für den Kometen konnte aus 85 Beobachtungsdaten über einen Zeitraum von 72 Tagen eine elliptische Umlaufbahn bestimmt werden, die um rund 124° gegen die Ekliptik geneigt ist. Die Bahn des Kometen verläuft damit steil angestellt zu den Bahnebenen der Planeten, er durchläuft seine Bahn gegenläufig (retrograd) zu ihnen. Im sonnennächsten Punkt der Bahn (Perihel), den der Komet zuletzt am 27. März 1972 durchlaufen hat, befand er sich mit etwa 138,7 Mio. km Sonnenabstand nur etwas näher an der Sonne als die Erde. Am 26. April kam er dieser bis auf etwa 124,9 Mio. km (0,83 AE) nahe. Am 4. Mai erfolgte eine Annäherung an die Venus bis auf etwa 118,1 Mio. km und am 5. August passierte der Komet noch den Mars in etwa 105,4 Mio. km Abstand.
Bereits 1983 berechneten Everhart und Marsden Parameter für die ursprüngliche und zukünftige Bahn des Kometen. Nach den (mit relativ großen Ungenauigkeiten behafteten) Bahnelementen der JPL Small-Body Database und ohne Berücksichtigung nicht-gravitativer Kräfte hatte seine Bahn einige Zeit vor der Passage des inneren Sonnensystems im Jahr 1972 eine Exzentrizität von etwa 0,99790 und eine Große Halbachse von etwa 441 AE, so dass seine Umlaufzeit bei etwa 9270 Jahren lag. Obwohl der Komet einige relativ nahe Vorbeigänge am Saturn am 6. Oktober 1970 und am 7. November 1974 in jeweils etwas über 7 AE, sowie am Jupiter am 16. März 1972 in etwa 4 ¾ AE Abstand hatte, wurde die Bahnexzentrizität durch die Anziehungskräfte der Planeten nur geringfügig auf etwa 0,99794 und die Große Halbachse auf etwa 450 AE vergrößert, so dass sich seine Umlaufzeit auf etwa 9550 Jahre erhöht.